# Всетін
Все́тін (чеськ. Vsetín) — місто в Злінському краї Чехії. Населення 27 963 чоловіка (на 31 грудня 2007 року).

## Економіка
Транспортний вузол, машинобудування, електротехнічна промисловість.